# Geografia Panamy

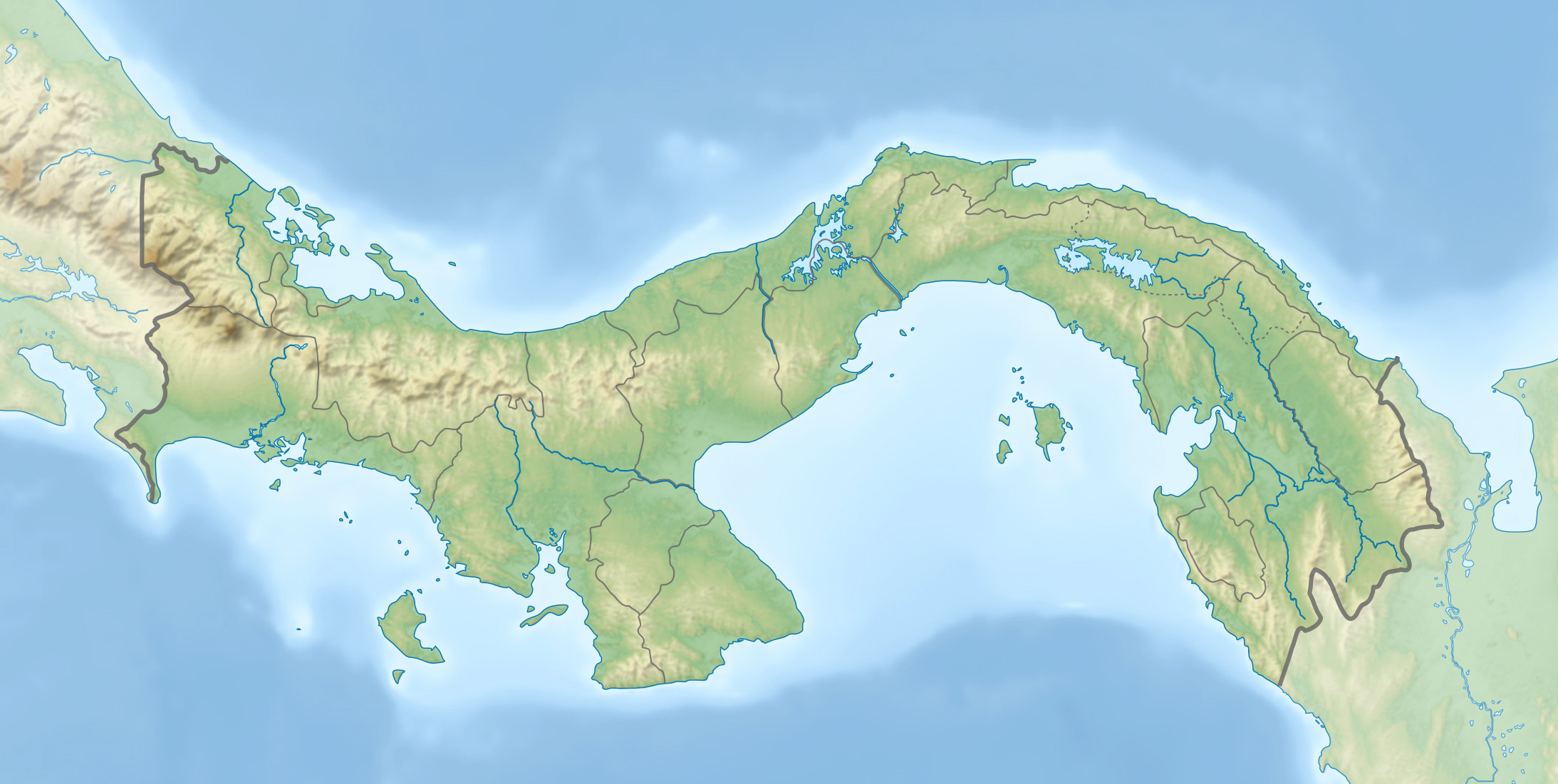
Mapa fizyczna Panamy

Panama jest niewielkim krajem leżącym w Ameryce Środkowej, w najwęższej części przesmyku Ameryki Środkowej. Panama jest także krajem, który graniczy od południa z kontynentem Ameryki Południowej. Państwo to cechuje się urozmaiconym krajobrazem, tropikalnym klimatem i dobrze zachowaną przyrodą.

## Powierzchnia, skrajne punkty i granice
Powierzchnia – 78 200 km²

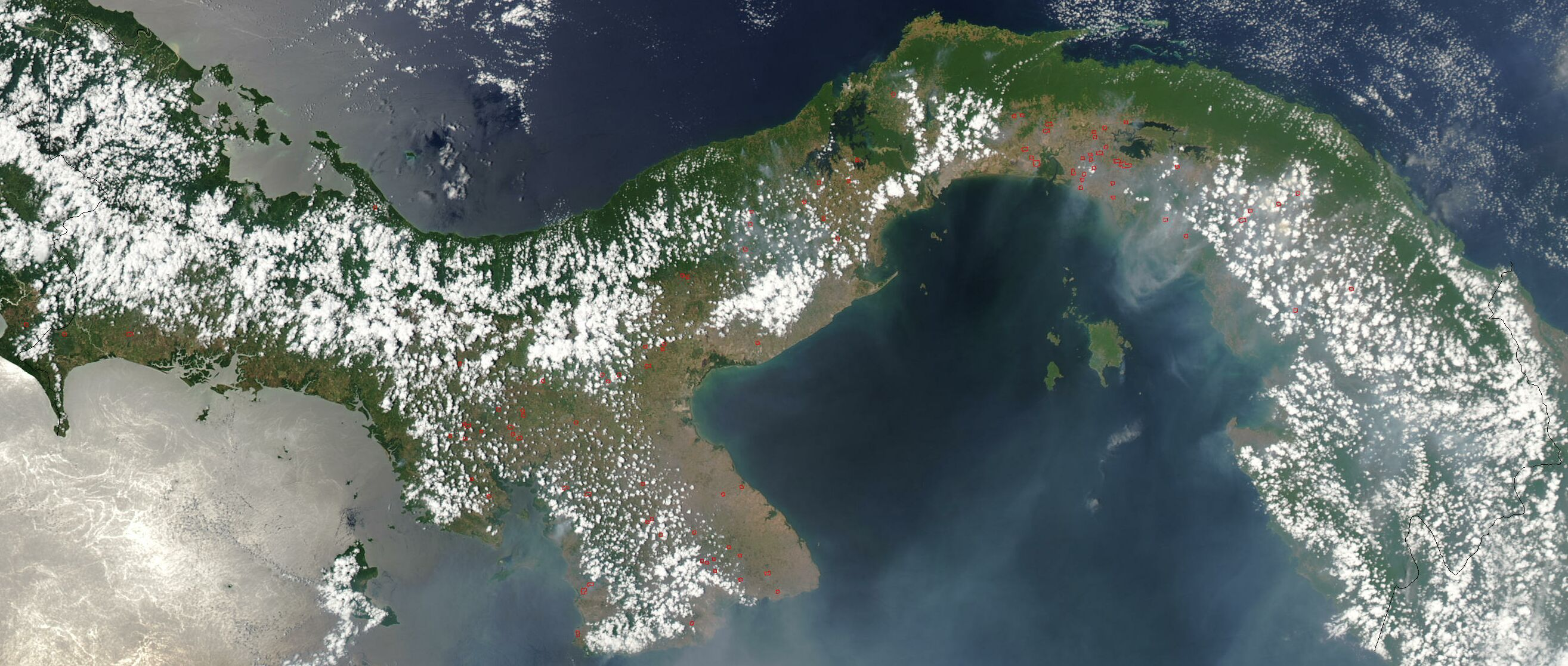
Zdjęcie satelitarne Panamy

Skrajne punkty: północny 9°41'N, południowy 6°50'N, zachodni 83°32'W, wschodni 77°55'W. Panama przypominająca kształtem literę „S” ciągnie się na długości około 700 km. W najwęższym miejscu jakim jest Przesmyk Panamski ma około 50 km szerokości, w najszerszym miejscu to około 200 km.
Panama graniczy z następującymi państwami:

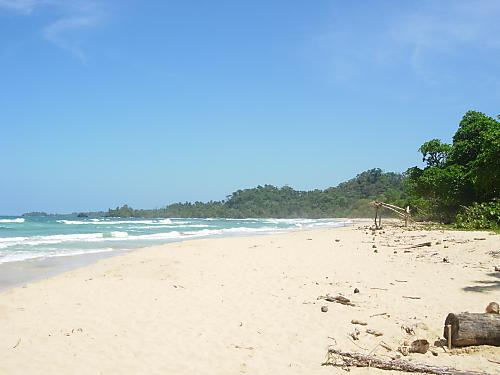
Fragment wybrzeża plażowego

- Kolumbia – 225 km
- Kostaryka – 330 km

Linia brzegowa – 2490 km

## Ukształtowanie poziome
Panama cechuje się rozwiniętą linią brzegową. Od strony południowej oblewana jest przez wody Oceanu Spokojnego, a od północy przez akwen Morza Karaibskiego. Oba wybrzeża cechują się dobrze urozmaiconą linią brzegową, gdzie licznie występują zatoki i półwyspy. W pobliżu wybrzeży występuje duża liczba mniejszych i większych wysp i wysepek. Największymi zatokami od strony karaibskiej są: Zatoka Moskitów, Laguna Chiriquí, zatoka Limón i zatoka San Blas. Od strony pacyficznej są to: Zatoka Panamska, zatoka Parita i zatoka San Miguel. Największym półwyspem Panamy jest leżący nad Oceanem Spokojnym półwysep Azuero. W skład państwa wchodzi około 1600 wysp, część z nich tworzy przybrzeżne archipelagi. Należą do nich: archipelagi Bocas del Toro i Las Mulatas na Morzu Karaibskim, oraz wyspy Coiba i Cebaco, a także Wyspy Perłowe na Pacyfiku. Wybrzeże na południu jest w wielu miejscach skaliste, miejscami niskie i plażowe, a w obrębie ujść niektórych rzek – zabagnione i namorzynowe. Karaibskie wybrzeże jest niskie, przeważnie ma postać namorzynową, w wielu miejscach zabagnioną, a miejscami występują odcinki piaszczystych plaż.

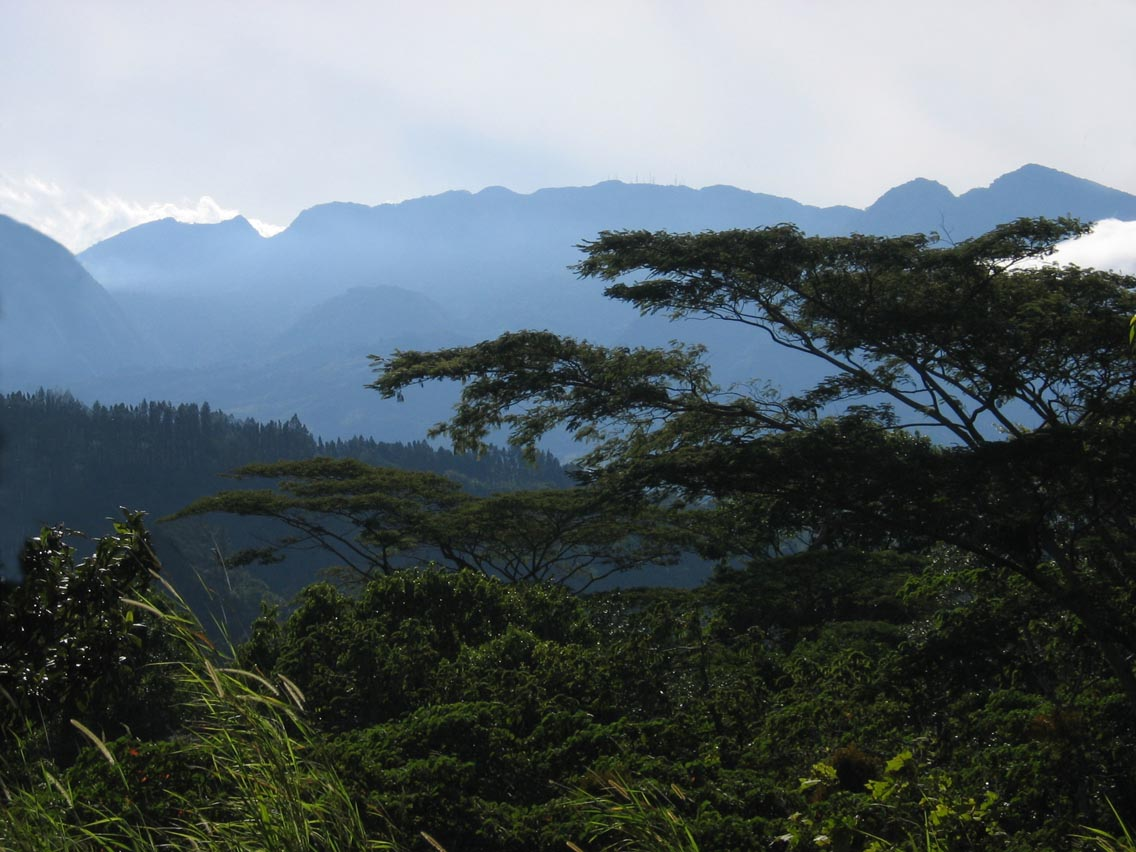
Górzyste wnętrze kraju

## Budowa geologiczna
Panama jest zbudowana głównie ze skał kredowych, trzeciorzędowych i czwartorzędowych. Zachodnia część kraju stanowi obszar będący przedłużeniem pasma gór należących do systemu Kordylierów. Górotwory te wulkaniczne pasma trzeciorzędowo-czwartorzędowe. Na południe od pasa gór, na półwyspie Azuero, występują wulkaniczne sekwencje skał pochodzących z kredy oraz niewielkie fragmenty ultrabazytów. We wschodniej części kraju rozciągają się łańcuchy górskie, które zostały sfałdowane w czasie orogenezy alpejskiej. Wschodnie górotwory budują wulkaniczne skały pochodzące z kredy i trzeciorzędu. Doliny rzeczne i wybrzeża są wypełnione osadami czwartorzędowymi. Panama leży na obszarze aktywnym sejsmicznie.

## Rzeźba
Należąca do krainy Kordylierów Ameryki Środkowej, Panama jest krajem, którego ponad połowa to obszary wyżynne i górzyste. Najwyżej położona jest zachodnia część kraju, znajduje się tam najwyższe pasmo Panamy – Cordillera de Veraguas, gdzie wznosi się czynny wulkan Chiriquí, najwyższy szczyt kraju, wysoki na 3478 m n.p.m. Drugi co do wysokości szczyt – Santiago (2826 m n.p.m.) wznosi się w leżącym dalej na wschód paśmie Sierra de Tabasará. Półwysep Azuero także jest obszarem górzystym, gdzie najwyższy szczyt – Cerro Hoya wznosi się na 1559 m n.p.m. W środkowej części kraju leży zapadliskowy obszar, urozmaicony wzgórzami Vulebra do wysokości 296 m n.p.m. Obszar ten został wykorzystany do przekopania Kanału Panamskiego. Wschodnia część kraju także jest górzysta, ale tereny tam leżące są dużo niższe. We wschodniej części kraju ciągną się pasma: Cordillera de San Blas i Sierra del Darién. Te usytuowane nad Morzem Karaibskim górotwory wznoszą się średnio do 1000 m n.p.m. Na południe od Sierra del Darién, ciągnie się pasmo Serrania del Sapo o średniej wysokości do 1300 m n.p.m. Obszary nizinne ograniczają się do regionów nadbrzeżnych, szczególnie w północnej części kraju i we wschodniej – śródgórza.

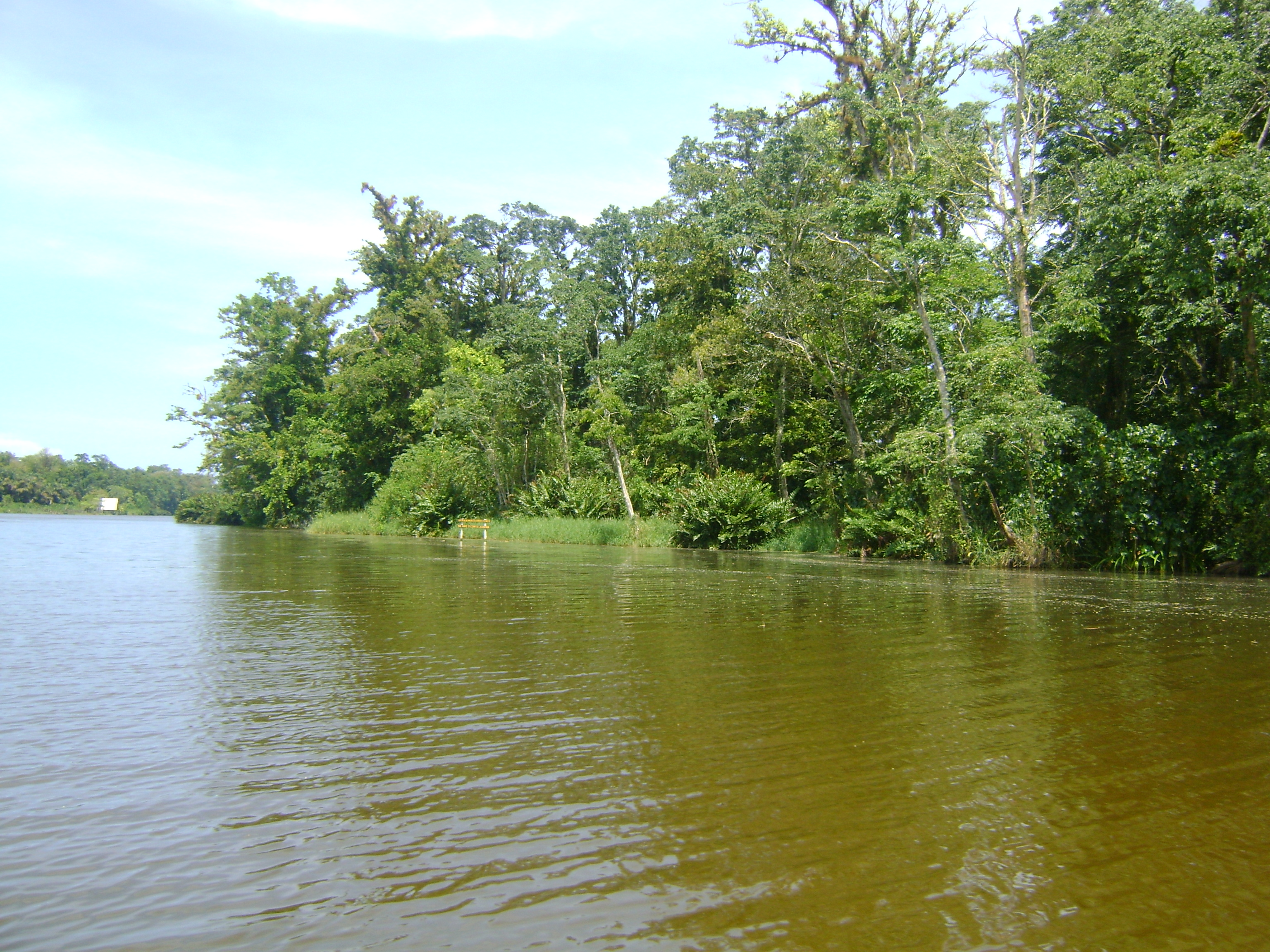
Tropikalny las w północnej Panamie

## Klimat
Panama leży w strefie klimatu równikowego, gdzie na północy występuje wybitnie wilgotna odmiana. Klimat Panamy kształtują północno-wschodnie pasaty, ciepłe prądy morskie i bliskość akwenów morskich. Cechą klimatu panamskiego są obfite opady i wysokie temperatury.
Temperatury mają przebieg typowy dla równikowego, gdzie średnie wartości wynoszą 26–28 °C i cechują się niewielkimi dobowymi i rocznymi amplitudami na terenie całego kraju. Jedynie zachodnie, wysoko położone tereny gór cechują się średnio o 10 °C, gdzie występuje piętro umiarkowane. Na temperatury ma wpływ nie tylko wpływ pasatów i mórz, ale szerokość geograficzna, Panama leży 10° od równika i cechuje się wysokim poziomem nasłonecznienia.
Opady są bardzo obfite, typowe dla regionu wilgotnego, równikowego klimatu. Najniższe wartości występujące nad Oceanem Spokojnym, po zawietrznej stronie gór są wysokie i wynoszą 1500–2000 mm rocznie. Na południu kraju nie ma pory suchej, ale opady najintensywniejsze są w półroczu letnim. Na północy kraju wartości opadowe wynoszą 3000 mm do nawet 5000 mm rocznie i występuje tam typowy dla klimatu równikowego przebieg opadów całorocznych. Cechą klimatu jest wysoka wilgotność i częste (w strefie nadbrzeżnej Morza Karaibskiego) burze, gdzie średnio występuje 200 dni z burzami.

## Wody
Sieć rzeczna kraju jest dobrze rozwinięta i zasobna w wodę, co uwarunkowane jest obfitymi opadami i ukształtowaniem terenu. Rzeki są krótkie, do 200 km, a większa część kraju należy do zlewiska Oceanu Spokojnego. Najdłuższą rzeką kraju jest Chágres o długości 193 km, a druga co do wielkości rzeka Tiyra ma 182 km długości. Na terenie Panamy nie ma większych naturalnych jezior, poza rozlewiskami bagiennymi. Większym jeziorem jest Gatun o powierzchni 423 km², które powstało w wyniku prac przy budowie Kanału Panamskiego. Drugi sztuczny zbiornik – Lago Bayano powstał w wyniku wzniesienia zapory na rzece Chepo. W strefie wybrzeża karaibskiego w wielu miejscach występują tereny zalewowe namorzynów i obszary podmokłe.

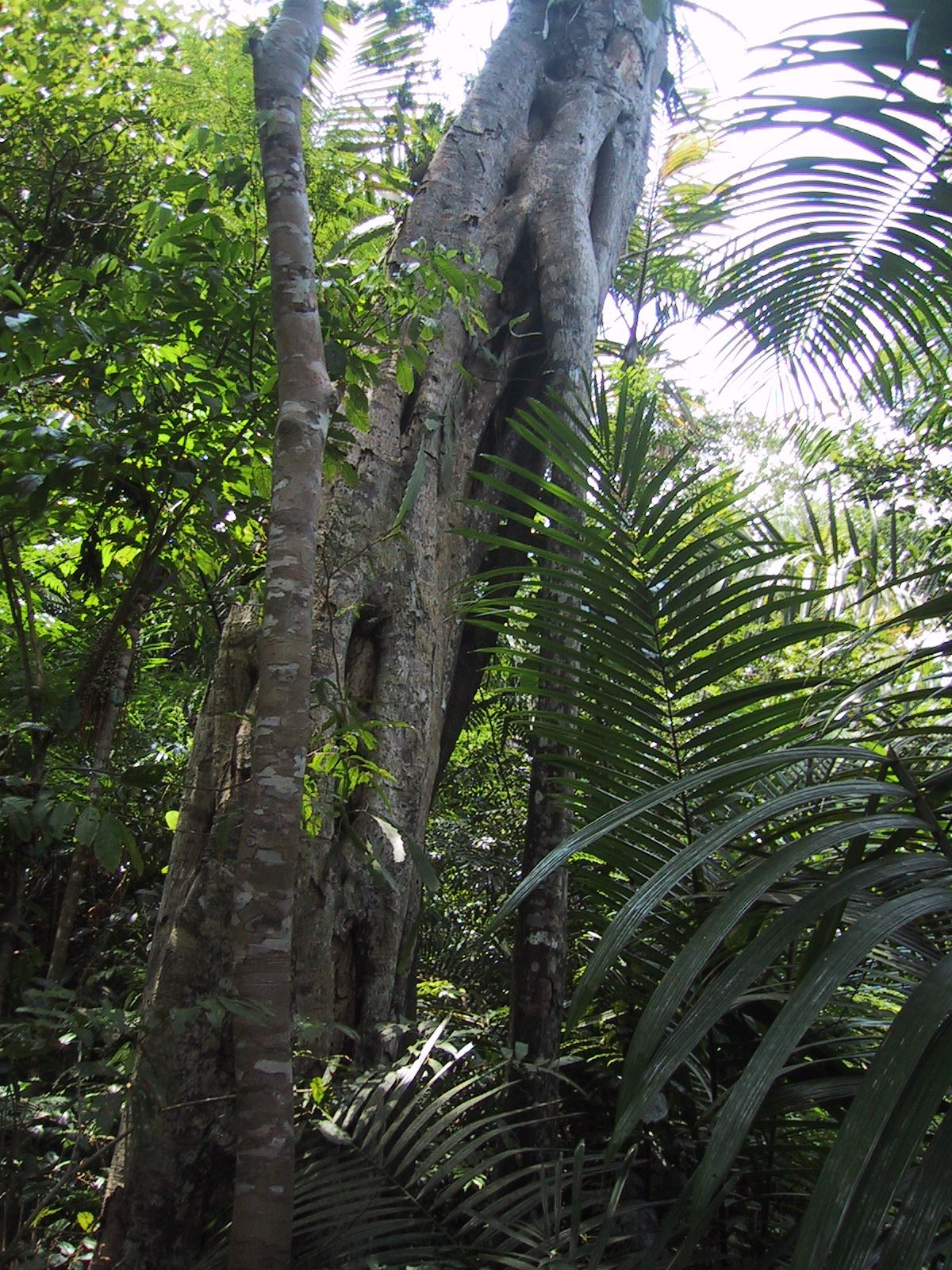
Wnętrze równikowego lasu

## Gleby
Panama leży na obszarze środkowoamerykańskiej krainy glebowej. Najpowszechniejsze gleby to czerwonożółte gleby ferralitowe, a w niektórych miejscach w zachodniej części kraju występują czerwonobrunatne gleby pochodzenia wulkanicznego.

## Flora
Szata roślinna Panamy jest dobrze zachowana, a główną formację roślinną stanowi wilgotny las tropikalny. W lasach deszczowych Panamy rośnie wiele gatunków drzew, do których należą mahoniowce, hebanowce, palisandry i drzewa kampeszowe. Liczne dla tego typu ekosystemu są liany i epifity, ponadto powszechne są różne gatunki palm. W górach rosną górskie lasy liściaste i mieszane, a od strony Pacyfiku występują bardziej suche lasy z drzewami okresowo tracącymi liście. Południowa, pacyficzna część kraju miejscami porośnięta jest sawannami, a także suchoroślami. Lasy zajmują 44% powierzchni kraju. Na karaibskim wybrzeżu występują duże odcinki lasów i gęstych zarośli namorzynowych, oraz wszelkiej roślinności bagiennej. W Panamie rośnie 9 tys. gatunków roślin kwiatowych.

## Fauna
Świat zwierząt jest bogaty i stosunkowo dobrze zachowany. Fauna jest reprezentowana przez gatunki typowe dla środkowoamerykańskiej krainy neotropikalnej. W lasach Panamy występują drapieżniki jak jaguary i oceloty. Do innych ssaków należą tapiry i mrówkojady i wiele odmian małp. Bogaty świat gadów, gdzie na terenach bagienny żyją kajmany, a w lasach liczne węże, gdzie wiele z nich to gatunki jadowite. Liczne są także owady, oraz jadowite gatunki pająków. W lasach panamskich występuje wiele gatunków ptaków, z których wiele jest barwnie upierzonych.
Ochroną objęto około 20% powierzchni kraju.